# Борисов, Владимир Александрович (историк)
Владимир Александрович Борисов (9 июля 1809, Нижний Ландех, Гороховецкий уезд — 13 января 1862, Шуя) — российский историк, археолог, краевед XIX века. Его работы считаются основополагающими для изучения Ивановского края. Происходил из купеческой семьи, позднее сменил сословную принадлежность, став мещанином. Жил и работал в Шуйском уезде Владимирской губернии.
Борисов известен также использованием псевдонимов: Б.; Б—в; В. Б.; Ландеховский, В.. Современники отмечали его как незаурядную личность. Так, архиепископ Савва (Тихомиров), знавший Борисова лично, дал ему высокую оценку как «очень примечательной личности» и «самоучке-археологу».

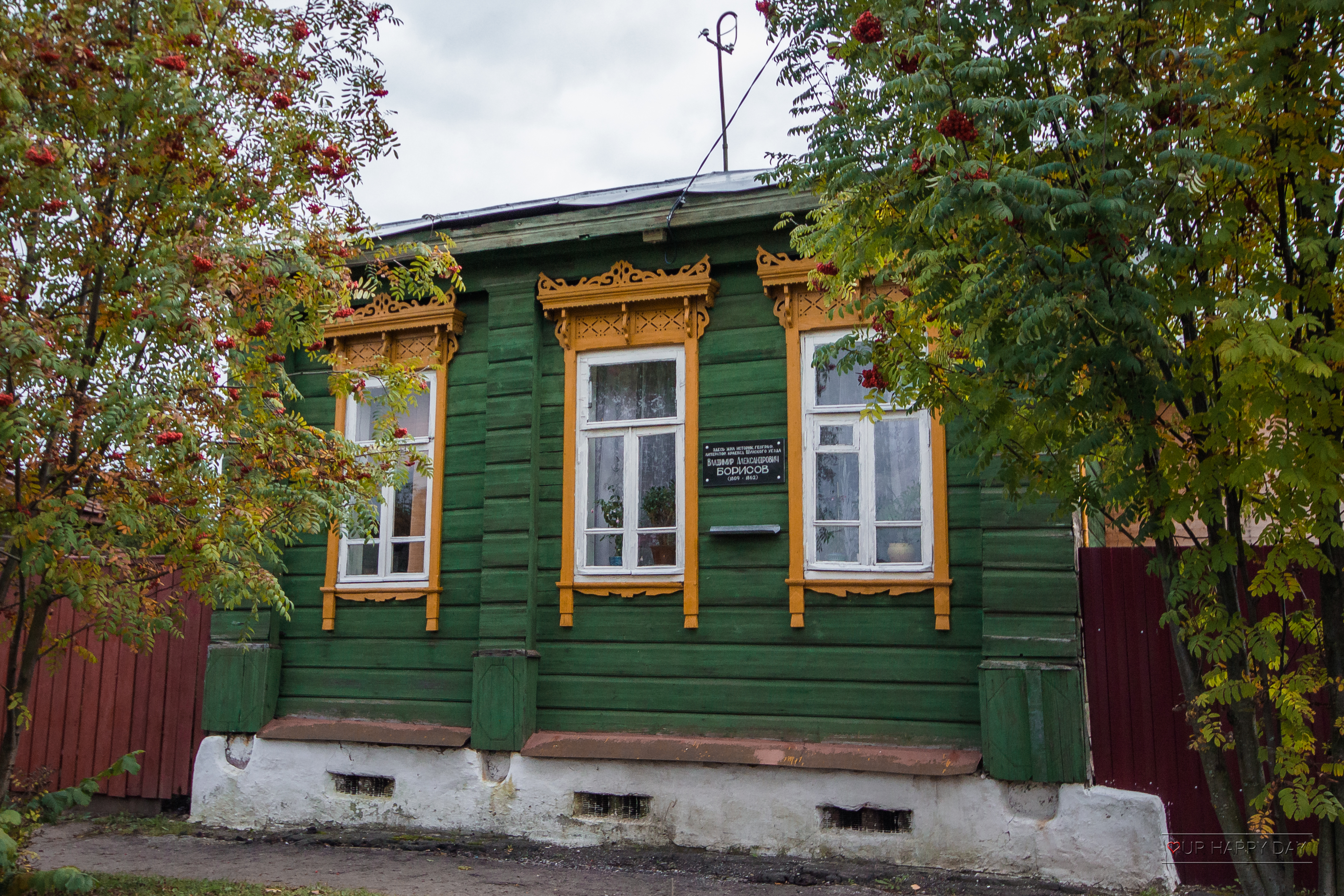
Дом Борисова в Шуе, в котором он прожил последние годы жизни

## Биография

### Происхождение и ранние годы
Род Борисовых берёт начало от крестьян села Нижний Ландех Гороховецкого уезда Владимирской губернии. Уже при Петре Великом представители рода занимались торговлей, в том числе хлебом в крупных торговых центрах — Рыбинске, Москве, Моршанске, а также в Сибири и на Украине. В 1765 году, выкупившись из крепостной зависимости у владельца села, князя Черкасского, они записались в купеческую гильдию города Гороховца. Есть предположение, что с этого времени род Борисовых проживал в обоих населённых пунктах — Гороховце и Нижнем Ландехе.
Интерес к знаниям и древностям передался Владимиру Александровичу от старших поколений семьи. Его прадед Борис Иванович (1724—1770) и дед Иван Борисович (1757—1822), путешествуя по стране как торговцы («разносчики»), собрали значительную для своего времени библиотеку разнообразного содержания. Известно, что дед в 1786 году собственноручно переписал два больших хронографа.
Владимир рано лишился отца, Александра Ивановича (1784—1810), который умер в 1810 или 1811 году. Мать, Акулина Егоровна (1781—1824), уроженка села Горицы Шуйского уезда (она происходила из шуйского купеческого рода Барановых), после смерти мужа переехала с четырьмя детьми в Горицы, где жила её родня. Здесь она попыталась вести собственное дело, купив землю и основав бумажно-ткацкую фабрику. Предприятие оказалось убыточным и вскоре разорилось. Несмотря на бедность, в 1823 году, получив наследство от бездетной родственницы, мать смогла официально отделиться от свекрови и приписаться к шуйскому купечеству. Однако вскоре Акулина Егоровна умерла, не успев развить торговлю. Владимир Александрович, с двухлетнего возраста проживший почти всю жизнь в Шуйском уезде, рос в трудных материальных условиях.

### Образование и становление интересов
Формальное образование Владимира Александровича ограничилось приходским училищем в соседнем селе Дунилово, открытом в 1820 году. Здесь он освоил чтение и письмо.
Однако Борисов отличался сильной любознательностью и занимался самообразованием, активно читая книги из семейной библиотеки. Особый интерес у него вызывали старинная география, собрание путешествий Циммермана, а также рукописи деда и прадеда. Чтение путевых заметок и переход к более серьёзным трудам стимулировали его научные интересы. С 1826 года он начал выписывать «Московские ведомости», публикации в которых, особенно протоколы Общество истории и древностей российских (ОИДР), впервые пробудили в нём интерес к отечественной истории и древностям. В 1828—1834 годах он также читал журнал «Московский телеграф» Н. А. Полевого. Он читал чисто исторические и критические статьи в журналах «Вестник Европы», «Литературные прибавления к Русскому инвалиду», «Северный Архив» и «Сын Отечества». Огромное влияние на становление Борисова как краеведа оказал труд Н. М. Карамзина «История государства Российского». Борисов детально изучал рукописи своего деда и прадеда.
Ключевым моментом для начала активной исследовательской деятельности стало знакомство Борисова в 1832 году с нерехтским священником Михаилом Яковлевичем Диевым, известным археологом и членом ОИДР. Под руководством Диева Владимир Александрович начал систематизировать свои занятия, вести заметки о шуйских древностях и активно искать старинные документы в архивах. В письменных занятиях ему также много помогал советами и поправками учитель Шуйского уездного училища В. А. Беляев, с которым Борисов познакомился в Шуе в 1838 году.

### Жизнь и деятельность в Шуе
С начала 1823 года Владимир Александрович провёл около десяти лет в Белоруссии (в городах Шклове, Минске, Вильне и других), занимаясь торговыми делами матери, оборот которых достигал значительных объёмов. Однако с 1829 года торговля стала убыточной и к 1836 году полностью прекратилась.
В 1836 году Борисов официально отделился от своего брата Петра, с которым, возможно, вёл совместные дела, и переехал на постоянное жительство в Шую, приписавшись к мещанскому сословию. Он поселился в доме своей жены, урождённой Пряхиной (Ирина Фёдоровна, 1815—1880). В Шуе он прожил до конца жизни, и город стал для него главным объектом исследований, его «исторической музой». У него была дочь Анна (1834—1888).
Для содержания семьи Борисов занимался предпринимательством. С 1838 по 1846 год он работал приказчиком, управляя товарной кладовой и ситцевой фабрикой у местных купцов Посылиных. С 1846 года он попытался вести собственное дело, открыв небольшие каменный и кирпичный заводы. Кирпичный завод быстро закрылся из-за убытков, но каменный завод функционировал до его смерти, принося небольшой доход (около 300 рублей в год). Борисов постоянно сталкивался с финансовыми трудностями и нуждой, что не позволило ему вернуться в купеческое сословие. В конце жизни его положение усугубилось из-за долгов и ущерба от пожара, что вынудило продать значительную часть собранной им коллекции.
Несмотря на материальные сложности, Владимир Александрович активно занимался краеведческими и историческими исследованиями, посвятив им более 25 лет своей жизни и тратя на это всё свое время и доступные средства.

### Общественная деятельность и признание
Помимо научных занятий и предпринимательства, В. А. Борисов принимал участие в общественной жизни. В 1831 году в Шилове во время эпидемии холеры он был главным смотрителем больницы и получил благодарность от губернского начальства. В Шуе его избирали на городские должности: в 1850 году — мещанским старостой для составления обывательской книги, а в 1853 году — городским старостой.
За его вклад в изучение древностей и истории края Борисов получил признание научных кругов и государственных властей:
- В 1835 году стал членом-соревнователем Московского Общества Истории и Древностей Российских при Московском университете[2][3][4][6].
- В 1850 году избран членом-сотрудником Императорского Русского Географического Общества[2][3][4][6].
- В 1854 году стал действительным членом Владимирского Губернского Статистического Комитета[2][3][4][6] (в Ежегоднике которого публиковались его материалы[6]).
- В 1847 году за свою усердную деятельность по поиску и опубликованию исторических материалов, по представлению Владимирского губернатора П. М. Донаурова, Всемилостивейше награждён серебряной медалью для ношения на шее[2][3][4][5][6].
- В 1858 году по ходатайству губернатора Е. С. Тиличеева за неслужебные заслуги был возведён в звание личного почётного гражданина[2][3][4][6].

По свидетельству современников, В. А. Борисов отличался природным умом, обширными знаниями, честного, прямодушного, отличавшегося исключительным трудолюбием и скромностью.

## Научная деятельность и публикации
В. А. Борисов активно занимался сбором исторических источников, обследуя архивы, а также «чердаки, подвалы и свалки». Он собрал большое количество старинных актов (около тысячи свитков с неизданными документами), писцовых книг XVI—XVII веков (до 50), рукописей, старопечатных книг и монет. Его собрание включало около тысячи свитков с неизданными актами и до 50 писцовых книг XVI—XVII веков, содержащих подробные географические сведения. К 1836 году у него уже была «порядочная библиотека».
Первые публикации найденных им актов относятся к 1836—1837 годам и вышли в «Труды и летописи Общества истории и древностей российских» и «Акты, собранные в библиотеках и архивах Российской Империи Археографическою экспедициею Императорской академии наук». В 1846 году он передал в Археографическая комиссия около 1000 актов из архива шуйской земской избы, которые были включены в отдельную коллекцию. ОИДР регулярно публиковало его материалы (более 90 актов по XVII—XVIII векам) в своих изданиях.
Собственные статьи Владимир Александрович выступил с 1837 года, в том числе в «Литературных прибавлениях к Русскому инвалиду» и журнале «Москвитянин».
Начиная с 1838 года и до своей смерти в 1862 году (почти 25 лет), Борисов был одним из наиболее активных авторов «Владимирских губернских ведомостей», опубликовав более 200 материалов. Он откликнулся на призыв редакции к сбору исторических сведений и стал постоянным сотрудником, публикуя статьи, сообщения, предания, подборки пословиц и поговорок, а также старинные акты, часто сопровождая их примечаниями. Темы его публикаций охватывали историю, этнографию и статистику Шуи и Шуйского уезда (включая Иваново, Дунилово, Горицы, Кохму и др.), описание монастырей, сведения о промышленности, торговле, судоходстве, археологических находках. Среди опубликованного в газете были, например, статьи «Происхождение слова «Гороховец» (1843, № 44) и «О Ландах в Гороховецком уезде» (1845, № 36).
Материалы Борисова периодически появлялись и в газетах и журналах обеих столиц, таких как «Сын отечества», «Русский вестник», «Русский инвалид», «Литературные прибавления к Русскому инвалиду», «Северная пчела», «Московские ведомости», «Московские губернские ведомости», «Библиографические записки», «Журнал Министерства внутренних дел», «Журнал Министерства народного просвещения», «Москвитянин», «Этнографический сборник», а также в «Ежегоднике Владимирского губернского статистического комитета». С редактором «Москвитянина» М. П. Погодиным у Борисова сложились заочные личные отношения.
Всюду отыскивая материалы, Борисов случайно приобрёл обширную переписку директора костромских училищ Николая Фёдоровича Грамматина за 1812—1819 годы и опубликовал её в «Библиографических записках» в 1859 году.

## Основные труды
Систематизация собранных материалов привела к созданию главных печатных трудов Борисова. Первой и наиболее известной стала книга «Описаніе города Шуи и его окрестностей, с приложением старинных актов, с 2 планами, видом Шуи и картою уезда», увидевшая свет в 1851 году. Издание было осуществлено на средства шуйского фабриканта Дмитрия Михайловича Посылина. В книге описывалась история Шуи и старинных сёл Шуйского уезда (включая Иваново, Дунилово, Горицы, Васильевское, Мельничное, Лежнево, Волокобино, погост Теляшово, Николо-Шартомский и Николаевская-Пищуговская пустынь), а также содержалась описательная часть об истории Шуи и окрестностей и сборник старинных актов. Большое внимание уделено истории развития местной промышленности и торговли. За поднесение экземпляра книги Императору Александру Николаевичу (в бытность его ещё наследником) автор получил бриллиантовый перстень и благодарность от Великого князя Константина Николаевича. Автор получил около 325 рублей серебром от продажи книги. Книга была favorably принята современниками и получила положительные отзывы в ведущих журналах.
Поскольку большой объём собранных документов не вошёл в первое издание, Борисов при поддержке ивановского фабриканта и мецената Я. П. Гарелина издал второй сборник — «Старинные акты, служащие преимущественно дополнением к Описанию г. Шуи и его окрестностей». Книга вышла в Москве в 1853 году и включала 212 актов периода 1600—1720 годов. Борисов сообщал о выходе книги Тихонравову в августе и октябре 1853 года, указывая, что она напечатана тиражом 140 экземпляров, из которых в продажу в Москве поступило только 30. Борисов также передал Гарелину многие из своих неопубликованных материалов по истории Шуи.
Современники указывали на некоторые недостатки исследования Борисова, в частности, неверную датировку событий и ошибки в трактовке содержания актов. Тем не менее, его работы, особенно «Описание города Шуи», сыграли большую роль в развитии местного краеведения.

## Влияние и значение трудов
Собранные и опубликованные Владимиром Александровичем Борисовым материалы не утратили научного значения и активно использовались крупными российскими историками.
- Н. И. Костомаров в своём «Очерке домашней жизни и нравов великорусского народа в XVI—XVII столетиях» (1860) опирался на данные из книги Борисова[3][5].
- Историк И. Г. Прыжов в книге «История кабаков в России» (1868) привёл 30 ссылок на труд Борисова[3].
- С. М. Соловьёв в 9, 10 и 14 томах «Истории России с древнейших времён» использовал содержание 16 документов из «Старинных актов» при описании XVII века[3][5].
- Крупный историк В. О. Ключевский также ссылался на исследования Борисова[5].
- В советское время историк М. Г. Рабинович использовал десятки актов из публикаций Борисова в своих работах об истории и материальной культуре русского феодального города[3].
- М. Л. Муравьёв при подготовке книги «Деревенская промышленность центральной России» (1971) также обращался к материалам Борисова[3].

В. А. Борисова считают пионером краеведения в своём регионе, сравнивая его значение для местного масштаба со значением Н. М. Карамзина для общерусской истории («Колумб Российских древностей»). Он также рассматривается как создатель первой в российской провинции краеведческой школы, проложивший путь для последующих исследователей. Сохранение и публикация собранных им старинных актов имеют большую ценность для исторической науки.
Одним из примеров его конкретных исторических изысканий является версия о месте кончины князя Дмитрия Михайловича Пожарского. Борисов в «Описании города Шуи» зафиксировал местное предание о том, что Пожарский провёл последние годы и скончался в селе Спас-Кукса (Сербилово) близ Гаврилова Посада: «Кстати сказать, о существующем доныне предании о собственном его поместье и месте любимого его пребывания, государственном (теперь) селе Спас-Куксе (Сербилово), в трех только верстах от нынешнего Гаврилова Посада. Здесь Князь Д. М., как говорит молва народная, проводил время, особенно последние годы, здесь скончался…» Эта версия, основанная на изучении местных источников и преданий, до сих пор обсуждается и поддерживается некоторыми современными исследователями.

## Смерть и наследие
Владимир Александрович Борисов ушёл из жизни в Шуе 13 января 1862 года после непродолжительной болезни. Его смерть была неожиданной. Погребение состоялось 16 января того же года в Шуе. Он умер в нужде, не получив широкой славы при жизни.
Вдова, Ирина Фёдоровна, оказалась в крайне стеснённом положении. Владимирский Губернский Статистический Комитет в марте 1862 года принял решение отчислять в её пользу часть средств от продажи своих изданий и ходатайствовать перед Обществом для пособия нуждающимся литераторам и учёным о единовременной помощи.
После смерти Борисова часть его архива перешла к Я. П. Гарелину. Часть его работ была опубликована посмертно в «Владимирских губернских ведомостях».
Первую биографию краеведа составил и опубликовал в «Владимирских губернских ведомостях» в 1862 году его друг, редактор газеты К. Н. Тихонравов, назвав его «самым деятельным и единственным сотрудником» издания за 23 года. Подробную биобиблиографию Борисова подготовил исследователь А. В. Смирнов и опубликовал в его труде «Уроженцы и деятели Владимирской губернии...».
Память о Владимире Александровиче Борисове сохраняется в Шуе. С 2009 года в Шуйском историко-художественном и мемориальном музее ежегодно проводятся Борисовские чтения — межрегиональная научно-практическая конференция, посвящённая вопросам региональной истории. Это мероприятие стало важной традицией для краеведов Шуи и Ивановской области.